# Blender (Collective Soul)
Dosage è il quinto album in studio della rock band statunitense Collective Soul, pubblicato il 10 ottobre 2000. L'album si discosta leggermente dal sound iniziale della band, avvicinandosi al pop.
L'album vede anche la partecipazione di Elton John, che canta in Perfect Day. L'unico singolo estratto è Why, Pt. 2, che non entrò nella Billboard Hot 100 ma raggiunse la seconda posizione della Hot Mainstream Rock Tracks.

## Tracce
1. Skin – 3:08
2. Vent – 3:13
3. Why, Pt. 2 – 3:37
4. 10 Yrs Later – 3:21
5. Boast – 3:39
6. Turn Around – 3:39
7. You Speak My Language – 3:24
8. Perfect Day (feat. Elton John) – 3:48
9. After All – 3:44
10. Over Tokyo – 3:48
11. Happiness – 3:32

## Formazione
- Ed Roland - voce, chitarra addizionale, tastiera
- Ross Childress - chitarra solista, cori
- Dean Roland - chitarra ritmica
- Will Turpin - basso, percussioni
- Shane Evans - batteria, percussioni